# Triangle (pel·lícula de 2007)
Triangle (xinès simplificat 铁三角, xinès tradicional 鐵三角, pinyin, tie san jiao) és una pel·lícula d'acció de Hong Kong del 2007 produïda i dirigida per Tsui Hark, Ringo Lam i Johnnie To. El títol de la pel·lícula fa referència tant a l'aclamat trio de cineastes com a la incòmoda fraternitat dels tres protagonistes de la pel·lícula. Triangle explica una història que s'explica en tres segments de trenta minuts, dirigits de manera independent pels tres directors. És protagonitzada per Louis Koo, Simon Yam i Sun Honglei com un grup d'amics que van descobrir un tresor amagat que ràpidament va cridar l'atenció entre d'altres. El lema de la pel·lícula és "Temptació. Gelosia. Destí". Cada paraula s'associa sovint amb els segments que apareixen en ordre cronològic.
La primera pel·lícula de Hong Kong feta en format història marc, Triangle va fer que cada director es fes càrrec d'un segment de pel·lícula, incorporant el seu propi equip de producció i guionistes per continuar la història posada en marxa pel director anterior. . Els crítics van notar fàcilment la manca de continuïtat entre cada segment, ja que el trio de directors no va compartir els seus guions junts mentre discutien els conceptes.
Triangle es va projectar fora de competició al 60è Festival Internacional de Cinema de Canes. Més tard es va estrenar a la Xina l'1 d'octubre de 2007, un mes abans de la seva estrena a Hong Kong.

## Argument
El petit Fei (Louis Koo), el seu amic casat Sam (Simon Yam) i el propietari d'una botiga d'antiguitats Mok (Sun Hong Lei) tenen una necessitat desesperada de diners. Fei vol que el seu amic condueixi un cotxe d'escapada per robatori, però Sam es retira, posant a Fei en problemes amb les tríades. Mentre discuteixen els tres, un home misteriós els deixa un mapa, que els condueix a un tresor improbable sota l'edifici del Consell Legislatiu. Sembla que tots els seus problemes financers s'han resolt després d'un atracament nocturn, però estan sent rastrejats pel policia ombrívol Wen (Gordon Lam), que manté una aventura amb el emocionalment inestable esposa de Sam, Ling (Kelly Lin), i té connexions amb Fei. Quan surten a la llum els embolics retorçats de la relació, la fraternitat es trenca perillosament i el tresor acaba en mans equivocades.

## Repartiment
- Louis Koo com a Fei
- Simon Yam com a Lee Bo-Sam
- Sun Honglei com a Mok Shing-Yuen
- Gordon Lam com a Wen
- Kelly Lin com a Ling
- You Yong com a policia
- Lam Suet com a Fat Bo

## Producció
La pel·lícula es va rodar íntegrament a Hong Kong amb actors de la ciutat i de la Xina continental. Cada director era l'únic responsable d'un terç de la pel·lícula (uns 30 minuts cadascun). No van discutir els seus segments entre ells, i cada director tenia un conjunt diferent d'escriptors treballant en cada segment, els més notables eren Yau Nai-hoi, Au Kin-yee i Yip Tin-shing, guionistes freqüents de Johnnie To i les seves pel·lícules Milkyway Image. Tots els segments es basaven en el mateix editor, director de fotografia i música per garantir la uniformitat. David M. Richardson va ser editor, Guy Zerafa va proporcionar la banda sonora de la pel·lícula i Cheng Siu-Keung va servir com a director de fotografia. Tots tres havien treballat a la pel·lícula de To del 2006 Fong juk.
Tsui Hark va ser el primer a començar la producció de la pel·lícula, ja que To i Lam van coincidir que era el seu concepte original. El pla inicial era rodar Triangle a finals de 2007, però el pla es va canviar a causa de la resposta positiva aclaparadora d'un gran nombre de distribuïdors europeus. Després que Tsui completés el primer segment de Triangle, Lam va mirar el desenvolupament del mateix abans de rodar la segona part i després va lliurar la pel·lícula a Johnnie To, que va completar la tercera part amb la conclusió de la història.

## Projeccions del festival
Triangle es va projectar fora de competició al 60è Festival Internacional de Cinema de Canes. També es va projectar al Festival Internacional de Cinema de Santa Barbara i al Festival Internacional de Cinema de Seattle.